# Берёзовая роща (станция метро)
«Берёзовая ро́ща» — станция Дзержинской линии Новосибирского метрополитена. Расположена между станциями «Маршала Покрышкина» и «Золотая Нива».
Территориально станция находится в Дзержинском районе Новосибирска. Вблизи от «Берёзовой рощи» проходят границы Дзержинского с двумя другими районами города — Центральным и Октябрьским.
Станция входила в состав второй очереди метрополитена. Первоначальный пуск был запланирован на 1993 год — к столетию Новосибирска. Однако, в связи с переменами в стране, экономическим кризисом и прекращением финансирования метро, станция была открыта только 25 июня 2005 года.
После пуска стала четвёртой на Дзержинской линии и двенадцатой в системе Новосибирского метрополитена. До открытия «Золотой Нивы» станция являлась конечной.

## История

### Строительство
В 1990 году метростроители приступили к возведению второй очереди Новосибирского метрополитена. В 1991 году с улицы Кошурникова были сняты трамвайные рельсы, а в сквере напротив парка культуры «Берёзовая роща» было устроено трамвайное кольцо. С этого времени началось строительство «Берёзовой рощи» — станции, входившей в состав первого участка второй очереди протяжённостью 2,25 км. С началом работ метростроевцы столкнулись с определёнными технологическими трудностями, поскольку в этом месте близко к земной поверхности выходят метаморфические породы. Тем не менее работы продолжались — планировалось сдать первый участок (из двух станций) к столетию города в 1993 году.
Однако эти планы так и остались лишь на бумаге — пуск не состоялся ни в 1993 году, ни в следующем. А с наступлением кризиса 1990-х годов федеральное финансирование было прекращено. Местные же бюджеты были не способны самостоятельно строить и вводить новые станции. Сроки отодвигались, и строительство превратилось в долгострой. Тоннельные отряды «Новосибирскметростроя», являвшиеся до того генеральным подрядчиком строительства станций, начавшие строить в 2000 году и «Берёзовую рощу», фактически ушли с объектов, чтобы выжить в условиях наступившего кризиса.
Помимо экономических, были и технические проблемы. От станции всего в 300 метрах по курсу расположена глубокая выемка скоростной Ипподромской магистрали, и тоннели Дзержинской линии ныряют под неё. Между уровнем проезжей части и верхней кромкой тоннеля глубина порядка 6 метров. Поскольку тоннель заглубляется, перед метростроителями стояла задача пройти водоносные горизонты.
Как раз в то время, когда началась проходка тоннеля в сторону «Берёзовой рощи», начался экономический кризис, и федеральная власть перестала финансировать метростроение. Тоннелепроходческий щит был остановлен. А впоследствии, застряв в водонесущих грунтах, вышел из строя и потом стал препятствием для канадского ТПК «Lovat» при сооружении тоннеля до «Берёзовой рощи». Вытащить старый проходческий щит из влажного грунта удалось только через несколько лет при возобновлении строительства левого тоннеля (работы начались в 2006 году).
Новым генеральным подрядчиком с 2003 года вместо тоннельных отрядов стал красноярский «Бамтоннельстрой» (местное подразделение, «Новосибирскметрострой-БТС»). Инициатором смены генподрядчика выступил заказчик строительства — МУП «УЗСПТС» (управление заказчика по строительству подземных и транспортных сооружений). Горнопроходческая компания начала активные работы по возведению станции и прокладке тоннеля. С помощью ТПК «Lovat» красноярцы завершили проходку одного перегонного тоннеля от станции «Маршала Покрышкина» и часть второго.
В связи с финансовыми трудностями муниципалитет предложил сдать строящуюся станцию в усечённом варианте — в первую очередь возвести всю необходимую для неё внутреннюю начинку (насосную, бойлерную, тяговую подстанцию, тепловые пункты), затем произвести чистовую отделку. После чего планировалось сдать её в эксплуатацию вместе с левым тоннелем, построенным 12 мая 2004 года.
На середину июня 2005 года на станционном комплексе проводились наладочные работы и шла проверка всех систем (коммуникационные сигналы, система управления). В тоннеле габаритным поездом производили обкатку контактных путей. А к 20 июня метростроители заканчивали внутреннюю отделку и обустройство станции и вестибюля: установку турникетов, вентиляции и противопожарной системы.

### Пуск
Сдача властями планировалась вначале на конец 2004 года, затем пуск был перенесён на март 2005 года. Однако в итоге станционный комплекс с тоннелем были сданы только 25 июня 2005 года. Движение первое время осуществлялось в челночном режиме. Строительство же второго (правого) тоннеля завершилось уже после открытия станции, а полноценное кольцевое движение было открыто 23 июня 2007 года.

## Архитектура и оформление
Конструкция — односводчатая станция мелкого заложения. Построена открытым способом. Первоначальный проект станции был схож с окончательным. Однако были и отличия. Как в плане материалов, так и в части оформления. Например, в центре станционной платформы по этому проекту должны были располагаться оригинальные информационные стойки с указателями.
Оформление же станции по данному проекту должно было быть выдержано в тёмно-зелёных тонах с белыми полосками, которые должны были символизировать стволы. Для отделки стен предполагалось использовать импортный мрамор изумрудного цвета, а для потолков — немецкую нержавеющую сталь.
Однако в итоге этот проект не был реализован, по экономическим причинам. Сложности с финансированием вынуждали строителей станции экономить и на отделочных материалах. В оформлении станции применили доступные, недорогие и недолговечные материалы. Все отделочные материалы станции были закреплены механически — на направляющих, а не на штукатурке и растворе (как это делалось ранее).
В окончательном виде оформление станции выдержано в серо-коричневых тонах. Путевые стены отделаны керамогранитом вместо традиционного мрамора, а станционный свод обшит алюминиевыми панелями. В отделке интерьера станции использованы материалы из нержавеющей стали и полированного гранита, а также материалы с использованием полимерного покрытия.

## Вестибюли
На станции, согласно проекту, заложено два вестибюля (западный и восточный), расположенные в торцах станции. Вестибюли связаны с платформой лестничными маршами. До июня 2013 года функционировал только восточный вестибюль, который имеет два выхода на обе стороны улицы Кошурникова, чётную и нечётную. В отличие от большинства других станций, подземный переход объединён с кассовым залом. Для отделки переходов была использована глазурированная плитка. Входные павильоны выполнены в нетрадиционной архитектурной форме.
Западный вестибюль открыт только 28 июня 2013 года. До конца же 2012 года планировалось закончить работы по двум западным павильонам, в частности, велось строительство ранее отсутствовавших наземных павильонов для 2 входов (№ 3 и № 4). Деньги под работы были найдены и работы начались летом 2012 года.
Строительные работы, по словам главного инженера метрополитена, шли круглосуточно. И, как и ожидалось, в 2013 году ко Дню города западный вестибюль (с тремя выходами) был открыт.

## Пересадки
Станция находится в месте пересечения Дзержинской линии и проектируемой Первомайской линии. Для этого проектом предусмотрена одноимённая пересадочная станция. Переход с платформы на эту станцию должен осуществляться посредством подземных переходов с лестницами, аналогично переходу с «Красного проспекта» на «Сибирскую».
В качестве задела при строительстве станционного комплекса были возведены: 2 подземные лестницы и задел под соединительную ветку на будущую линию (расположен в камере съездов). На месте сквера, вблизи сооружённой станции, у строителей имелись планы по частичному возведению пересадки.

## Станция в цифрах
- Длина станции, как и на всех станциях Новосибирского метрополитена, стандартная — 102 м, что позволяет поместить на путь до 5 вагонов (в настоящее время используются 4-вагонные составы). Длина посадочной платформы — 100 м[12]
- Пикет ПК 91+79,65.
- Длина пути до станции «Маршала Покрышкина» — 1168 метров[13] До станции «Золотая Нива» длина перегона составляет 1540 метров[14].
- Время открытия станции для входа пассажиров — 05 часов 45 минут, время закрытия — 00 часов 00 минут[15].
- Таблица времени отправления первого и последнего поездов[15]:

|                                        | Пн — Вс (чч: мм: сс) | Пн — Вс (чч: мм: сс) |
| В сторону станции «Маршала Покрышкина» | 05:50:00             | 23:51:00             |
| В сторону станции «Золотая Нива»       | 05:55:00             | 00:10:00             |

## Расположение
Расположена вблизи парка культуры Берёзовая роща и дворца культуры «Строитель», на пересечении проспекта Дзержинского и улицы Кошурникова в Дзержинском районе, рядом с одноимённым жилмассивом.
Остановки
Остановки наземного общественного транспорта вблизи выходов станции:
- А, Тб, Мт: «Метро Берёзовая роща».

В транспортной доступности расположены:
1. По улице проспект Дзержинского — остановки А, Мт: «ПКиО Берёзовая роща».
2. По улице Кошурникова — остановки А, Мт: «ДК Строитель» и «Ломоносова».
3. По улице Фрунзе — остановки А, Мт: «Ломоносова» и «Школа № 96».

## Критика
По сообщению издания BFM.ru, цитирующее депутата горсовета Георгия Андреева, станция вместе «Золотой Нивой» с момента открытия работает вопреки запрету МУП «УЗСПТС» на ввод в эксплуатацию Управлением архитектурно-строительной инспекции мэрии.